# Terminus (película de 1987)
Terminus es una película de ciencia ficción franco-alemana de 1987 dirigida por Pierre-William Glenn.

## Trama
En el año 2037, se estableció un deporte internacional en el que un conductor de un camión debe cruzar el país y llegar a una terminal designada, mientras se enfrenta a obstáculos y enemigos en el camino. El camión líder, llamado "Monster", ha sido diseñado por un niño genio (Gabriel Damon) y será pilotado durante el recorrido por una mujer llamada Gus (Karen Allen). Finalmente, la IA del camión falla y Gus termina en territorios inexplorados. Allí, se encuentra con "encapuchados" (matones) vestidos de cuero que la torturan y finalmente la matan. Antes de morir, se hace amiga de un compañero de prisión (Johnny Hallyday), quien luego usa el camión para rescatarse a sí mismo y a un joven huérfano. Mientras tanto, el niño genio los observa a través de un satélite artificial para poder ver qué tan bien funciona el software del camión. La conclusión revela que, mientras observa el camión, él mismo es observado y evaluado por el siniestro médico (Jürgen Prochnow) que lo clonó.

## Elenco
- Johnny Hallyday como Stump (Manchot)
- Karen Allen como Gus
- Jürgen Prochnow como doctor/señor/el camionero hostil
- Gabriel Damón como Mati
- Dominique Valera como El comandante

## Recepción
Esta película ha sido categorizada como una rareza extraña y Moria le otorgó dos de cuatro estrellas. Se elogió la utilería y el decorado. Esta producción franco-alemana es una de las rarezas más extrañas que surgen del ciclo de películas inspiradas en Mad Max 2.

## Banda sonora
Publicado como álbum de vinilo en Francia por Carrere.